# 140 "ROD" américaines et canadiennes
Les 140 "ROD" américaines et canadiennes sont des locomotives de disposition d'essieux 140, et de par la classification anglaise 2-8-0, commandées par le gouvernement britannique en 1917, dans le cadre de la Première Guerre mondiale, pour le ROD (Railway Operating Division) afin d'assurer les opérations militaires en Europe.
L'effectif de ces machines est de 190 unités. Il est fourni par deux constructeurs : Baldwin Locomotive Works à Philadelphie pour 150 locomotives et Canadian Locomotive Company (CLC) pour 40 locomotives. Elles sont numérotées par le ROD 1301 à 1340 pour les locomotives canadiennes et 1351 à 1500 pour les américaines.
Les locomotives Baldwin sont très semblables aux 140 "Pershing" mais s'en distinguent par leur absence de surchauffeur.

## Histoire
En 1920, l'ensemble de ces machines est partagé. La Compagnie des chemins de fer du Nord obtient 113 locomotives américaines et 37 locomotives canadiennes. Les Chemins de fer de l'État Belge récupèrent 32 locomotives américaines. Cinq locomotives américaines et trois canadiennes ont disparu ou été détruites.
Elles sont immatriculées dans l'effectif des chemins de fer du Nord : 
- 4.1551 à 4.1663 pour les américaines, ex-ROD 1351 à 1500[1] ;
- 4.1664 à 4.1700 pour les canadiennes, ex-ROD 1301 à 1340.

Dans l'effectif des chemins de fer de l’État Belge
- 3869 à 3900, classées dans le type 39.

### France
Après la création de la SNCF, les machines de la série 4.1551 à 1663 encore en service sont renumérotées 2-140 B 1 à 108. L'absence de surchauffeur entraînait une consommation de charbon plus élevée, 22 d'entre-elles sont modifiées devenant les 2-140 D 1 à 22 puis, après la Seconde guerre, 2-140 G 1951 à 1972.
Le destin des locomotives canadiennes est particulier puisque transformées en locomotive tender de disposition 141T en 1920, elles deviendront au 1er janvier 1938 à la création de la SNCF, les 2-141 TA 1 à 37.

### Belgique
La forte consommation en combustible des locomotives type 39 (plus importante que celle de machines munies de la surchauffe) et leur piètre tenue de voie est responsable de leur rapide mise au rebut dès 1924 lorsque les Chemins de fer de l'État belge disposeront de suffisamment de locomotives en état de marche. Elles sont vendues à la Roumanie.

### Roumanie
En plus des 15 Pershing initialement cédés à la Roumanie, 50 autres construites par Baldwin et Montreal Locomotive Works furent commandés et livrés en 1920, roulant jusque 1977.
A contrario, les machines ex-ROD, dépourvues de surchauffe, connurent une carrière plus courte et auraient été radiées ou cannibalisées dès les années 1930.

## Caractéristiques
Surface du foyer : 2,99 m2
Surface de chauffe : 172,47 m2
Diamètre des roues motrices : 1,42 m
Diamètre des roues porteuses : 0,838 m
Diamètre des cylindres : 0,534 m
Course des pistons : 0,711 m